# DR Большого Пса
DR Большого Пса (лат. DR Canis Majoris) — одиночная переменная звезда в созвездии Большого Пса на расстоянии (вычисленном из значения параллакса) приблизительно 6410 световых лет (около 1965 парсеков) от Солнца. Видимая звёздная величина звезды — от +12,2m до +11,3m.

## Характеристики
DR Большого Пса — красная пульсирующая медленная неправильная переменная звезда (LB) спектрального класса M5.